# Life (album Z-Ro)
Life – szósty studyjny album amerykańskiego rapera Z-Ro.

## Lista utworów
| #  | Tytuł                       | Wykonawca                             | Czas |
| -- | --------------------------- | ------------------------------------- | ---- |
| 1  | "Get Yo Paper"              |                                       | 4:20 |
| 2  | "Screw Did That"            | Point Black                           | 4:51 |
| 3  | "Make It"                   | Mexican D                             | 4:28 |
| 4  | "Will I Go Crazy"           | Miss Dameanor                         | 4:16 |
| 5  | "Life"                      | Puff                                  | 3:57 |
| 6  | "Life Is A Struggle & Pain" |                                       | 4:47 |
| 7  | "Talkin Down on Me"         |                                       | 3:34 |
| 8  | "Change Of Scenery"         | Cl'Che                                | 4:21 |
| 9  | "Hatin' Me"                 |                                       | 3:57 |
| 10 | "Let Me Live My Life"       |                                       | 4:05 |
| 11 | "It's Gonna Be Alright"     |                                       | 4:33 |
| 12 | "Lost Another Soldier"      | Trae, Tony Montana, Dougie D & Cl'Che | 5:06 |
| 13 | "Outro"                     |                                       | 2:03 |